# Sceloporus clarkii
Sceloporus clarkii är en ödleart som beskrevs av  Baird och GIRARD 1852. Sceloporus clarkii ingår i släktet Sceloporus och familjen Phrynosomatidae. IUCN kategoriserar arten globalt som livskraftig.

## Underarter
Arten delas in i följande underarter:
- S. c. clarkii
- S. c. uriquensis
- S. c. vallaris
- S. c. boulengeri